# Ehrenautorschaft
Mit Ehrenautorschaft (englisch honorary authorship, guest authorship oder gift authorship) bezeichnet man die Nennung einer Person als Autor, ohne dass diese einen nennenswerten Beitrag zu der Veröffentlichung beigetragen hat. Meist betrifft es einen renommierten Wissenschaftler bzw. den Leiter eines Hochschul- oder Forschungsinstituts.
Der Begriff wird hauptsächlich bei wissenschaftlichen Publikationen verwendet und stellt dort eine Verfehlung dar, die oft eine Folge des zunehmenden Profilierungsdrucks (Publish or perish) ist.

## Definition
Die Deutsche Forschungsgemeinschaft (DFG) bezeichnet als eigentliche Autoren ausschließlich diejenigen Personen, die zur Konzeption von Studien, zur Erarbeitung und Analyse von Daten und zur Formulierung des Manuskripts wesentlich beigetragen und der Veröffentlichung zugestimmt haben. Werden Personen als Autoren geführt, obwohl sie die oben genannten Voraussetzungen nicht erfüllen, spricht man von einer Ehrenautorschaft. Dabei werden unter anderem die Einwerbung von Fördermitteln, die Bereitstellung von Materialien oder die Leitung der jeweiligen Institution für sich allein nicht als ausreichend für eine Autorschaft angesehen.

## Ursachen
Obwohl die Ehrenautorschaft nicht den wissenschaftlichen Anforderungen genügt, ist sie nicht unüblich. In nahezu allen Wissenschaftsbereichen, mit Ausnahme der Geisteswissenschaften, hat die durchschnittliche Anzahl von Autoren pro Publikation zugenommen. Dies beruht in der Regel auf zunehmenden Kooperationen. Es verleitet aber auch dazu, neben den eigentlichen Autoren weitere Personen in die Liste der Verfasser aufzunehmen. In Deutschland war es bis vor kurzem üblich, den Leiter einer Forschungseinrichtung oder -gruppe unabhängig von seinem fachlichen Beitrag zu der Veröffentlichung in der Autorenliste zu führen. Eine der Hauptursachen liegt vermutlich darin, dass der Umfang der Publikationsliste als ein Maß für den wissenschaftlichen Erfolg und damit als vorteilhaft für die Einwerbung von Forschungsmitteln angesehen wird. Teilweise wird auch die jeweilige Promotionsordnung als Begründung für die Ehrenautorschaft herangezogen, da dort oftmals eine vorherige Veröffentlichung in wissenschaftlichen Zeitschriften nur bei Genehmigung des Doktorvaters erfolgen darf. Insbesondere für unerfahrene Autoren mag die Aufnahme von bekannten Personen als hilfreich bei der Begutachtung im Rahmen einer Veröffentlichung angesehen werden.

## Bewertung
Die Deutsche Forschungsgemeinschaft, die in Deutschland einen Großteil der Drittmittel bereitstellt, bezeichnet eine Ehrenautorschaft als ausgeschlossen und hält diese auch mit den Richtlinien angesehener Fachzeitschriften nicht vereinbar. Der ehemalige DFG-Präsident Ernst-Ludwig Winnacker bezeichnete die Ehrenautorschaft als wissenschaftliches Fehlverhalten und verglich diese sogar mit Ladendiebstahl in einem Selbstbedienungsladen.
Diese Ansicht bezüglich der Ehrenautorschaft beschränkt sich nicht nur auf die deutsche Forschungslandschaft: Die Eidgenössische Technische Hochschule Zürich etwa bezeichnet Ehrenautorschaft als nicht zulässig.
Auch international werden von wissenschaftlichen Journalen ähnliche Anforderungen an die Autorschaft gestellt, z. B.:
- AIAA-Journal: To protect the integrity of authorship, only persons who have significantly contributed to the research and paper presentation should be listed as authors.[7]
- International Committee of Medical Journal Editors (ICMJE) verlangt für die Autorschaft substantial contributions, drafting the article or revising it und final approval of the version to be published.[8]
- Physical Review Letters: All of the authors made significant contributions to the concept, design, execution, or interpretation of the research study.[9]
- Proceedings of the National Academy of Sciences: Authorship should be limited to those who have contributed substantially to the work.[10]